# 蓬塔马克
蓬塔马克（法語：Pont-à-Marcq，法語發音：[pɔ̃.t‿a maʁk]）是法国上法兰西大区北部省的一个市镇，位于该省中部，属于里尔区。

## 地理
蓬塔马克（50°31'18"N, 3°6'58"E）面积2.22 平方千米，位于法国上法蘭西大區北部省，该省份为法国最北部的省份及最长的省份，西北濒北海，西接加来海峡省，南至埃纳省和索姆省，东与比利时接壤。
与蓬塔马克接壤的市镇（或旧市镇、城区）包括：埃讷沃兰、阿沃兰、梅里尼。

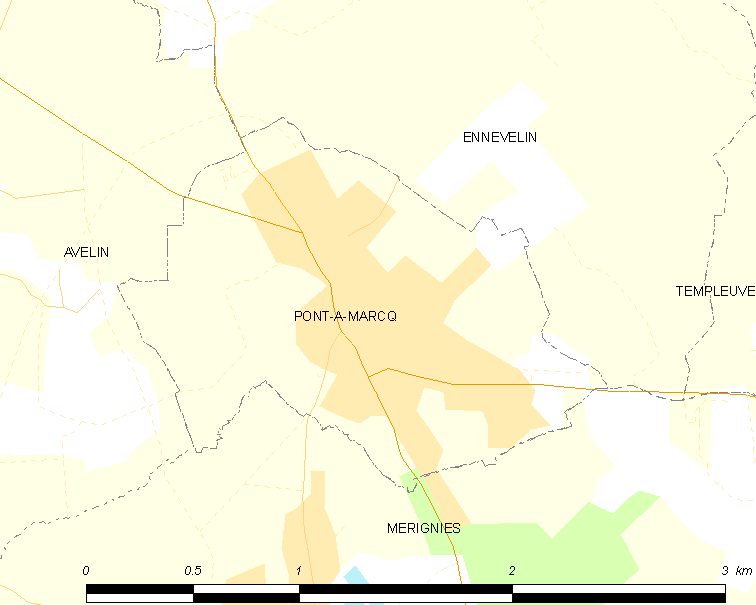
蓬塔马克的OSM定位图

蓬塔马克的时区为UTC+01:00、UTC+02:00（夏令时）。

## 行政
蓬塔马克的邮政编码为59710，INSEE市镇编码为59466。

## 政治
蓬塔马克所属的省级选区为佩韦勒地区唐普勒沃县。

## 人口

1962-2008年间蓬塔马克人口变化图示

蓬塔马克于2022年1月1日时的人口数量为3054人。